# PICARD (人工衛星)
PICARD（ピカール）はフランス国立宇宙研究センター（CNES）によって2010年に打ち上げられた太陽観測衛星。衛星名は太陽活動の研究上重要な観測データを残した17世紀の天文学者、ジャン・ピカールに因む。

## 概要
PICARDは2004年12月にCNESによって打ち上げ計画が承認された、小型衛星プラットフォームMYRIADEを使用する3番目の科学衛星である。2010年6月15日、ドニエプルロケットによって、スウェーデン宇宙公社(SSC)の技術試験衛星PRISMAと共にロシアのヤースヌイ宇宙基地から打ち上げられ、コンスタントに太陽観測が可能である地球の明暗境界線上を周回する軌道に乗せられた。
太陽直径を測定するイメージャーと2種類の太陽放射束密度センサーを搭載し、11年周期の活動上昇期（第24周期）にある太陽を観測する。太陽活動サイクルと太陽光度・太陽直径の相関性について新たな知見を得ることにより、太陽活動の変動が地球の気候に与える影響について研究が進められた。観測期間は当初の予定では2年の予定であったが、それよりも2年近く長く運用され2014年4月にて運用を終了した。

## 観測機器
- 太陽直径イメージャーおよび表面マッパー SODISM (SOlar Diameter Imager and Surface Mapper)

口径110mmのリッチークレチアン式反射望遠鏡で、2048×2048ピクセルのCCDを受光部に持ち、太陽表面とその光球の直径を1.06秒角の分解能で撮像する。2つの回転式フィルターによって観測波長は紫外線・可視光線・赤外線に亘る215～782.2nmの5バンド。開発元はフランス国立科学研究センターの大気/環境/宇宙観測研究所(LATMOS)。
- 太陽放射変動計 SOVAP (SOlar VAriability Picard)

太陽放射束密度の総量について700ppmの精度でその変動を計測する。ヒートシンクと熱量計および入射光をコントロールする2枚のシャッターから成り、過去に同タイプの機器が欧州宇宙機関(ESA)の衛星EURECA(1992年軌道投入)や太陽探査機SOHO（1995年打ち上げ）に搭載されている。ベルギーの王立気象研究所によって製作された。
- 精密モニターセンサー PREMOS (PREcision MOnitor Sensor)

波長215～782.2nmの5チャンネルで太陽のスペクトルの放射束密度を測定する。太陽探査機SOHOに搭載されたVIRIGO PMO6と同様の機器である。提供はスイスのダボス物理気象観測所/世界放射センター（PMOD/WRC）。